# Attur Nallur, Somvarpet
Attur Nallur là một làng thuộc tehsil Somvarpet, huyện Kodagu, bang Karnataka, Ấn Độ.